# Mineros
Mineros ist eine Kleinstadt im Departamento Santa Cruz im Tiefland des südamerikanischen Anden-Staates Bolivien.

## Lage im Nahraum
Mineros ist der zentrale Ort des Municipios Municipio Mineros und liegt in der Provinz Obispo Santistevan auf einer Höhe von 257 m im Feuchtgebiet zwischen den Flüssen Río Piraí und Río Grande. Das Municipio Mineros mit etwa 45.000 Einwohnern wird intensiv landwirtschaftlich genutzt.

## Geographie
Mineros liegt im tropischen Savannenklima vor dem Ostrand der Anden-Gebirgskette der Cordillera Oriental. Die Region war vor der Kolonisierung von Feuchtsavanne bedeckt, ist heute aber größtenteils Kulturland.
Die mittlere Durchschnittstemperatur der Region liegt bei knapp 24 °C (siehe Klimadiagramm Warnes), die Monatswerte schwanken zwischen 20 °C im Juni/Juli und 26 °C von November bis Februar. Der Jahresniederschlag beträgt etwa 1300 mm, die Monatsniederschläge sind ergiebig und liegen zwischen 35 mm im August und 200 mm im Januar.

## Verkehr
Mineros liegt in einer Entfernung von 83 Straßenkilometern nördlich von Santa Cruz, der Hauptstadt des Departamentos.
Vom Zentrum von Santa Cruz aus führt die Nationalstraße Ruta 4 über 57 Kilometer in nördlicher Richtung bis Montero, von dort führen regionale Straßen über die Stadt General Saavedra zu dem 26 Kilometer entfernten nördlich gelegenen Mineros.

## Bevölkerung
Die Einwohnerzahl der Ortschaft ist in den vergangenen Jahrzehnten auf das Zweieinhalbfache angestiegen:
| Jahr | Einwohner | Quelle       |
| ---- | --------- | ------------ |
| 1976 | 6.184     | Volkszählung |
| 1992 | 11.181    | Volkszählung |
| 2001 | 13.283    | Volkszählung |
| 2012 | 18.340    | Volkszählung |
| 2024 |           | Volkszählung |

Aufgrund der seit den 1960er Jahren durch die Politik forcierten Zuwanderung indigener Bevölkerung aus dem Altiplano weist die Region einen nicht unerheblichen Anteil an Quechua-Bevölkerung auf, im Municipio Mineros sprechen 23,3 Prozent der Bevölkerung Quechua.